# Aston Merrygold
Aston Merrygold (né le 13 février 1988) est un chanteur britannique, membre du boys band anglais JLS découvert dans The X Factor en 2008.

## Enfance
Aston est né le 13 février 1988 d'un père jamaïcain et d'une mère anglo-irlandaise.  Il a cinq frères et une sœur. Il est né et a grandi à Pertborough, où il a fréquenté la Jack Hunt School (en). Alors qu'il était au collège, il jouait au football au nom de l'Angleterre dans les European Youth Games.  Son rêve était de devenir footballeur professionnel, cependant, après avoir développé un problème de nerf au pied gauche, il a essayé le chant et le théâtre à la place. C'est ainsi qu'il a rencontré Marvin Humes. Puis, il reçut un appel de Oritsé Williams (un ami de Marvin) qui lui proposa de créer un boysband.
En 2002, il entra à Stars in Their Eyes (en) où il interprète Rockin' Robin de Michael Jackson et arrivera second. Il arrivera également second avec JLS dans The X Factor.

## Depuis 2008: JLS
Après avoir rencontré Marvin Humes, ils ont été tous les deux recrutés par une connaissance de Marvin, Oritsé Williams, pour former un boys band. Peu de temps après, Jonathan Benjamin « JB » Gill sera recruté et ils changeront leur nom pour JLS.
En 2008, ils sont auditionnés pour la cinquième édition de X Factor UK, où ils ont fait partie des finalistes en terminant deuxième derrière Alexandra Burke.
Ils sont un des groupes les plus connus jamais sortis de X Factor UK, avec les One Direction et Little Mix.
Le groupe a sorti trois albums (JLS (en), Outta This World (en) et Jukebox (en)). Ils sont actuellement sur leur tournée 4th Dimensions Tour (en) qui a commencé en mars et durera jusqu'à septembre 2012.
En 2017 il participe à la 15e édition de la célèbre émission Strictly Come Dancing, l'équivalent de Danse avec les stars. Il se retrouve une nouvelle fois face à Alexandra Burke, candidate elle aussi. Il est éliminé en semaine 7.
En 2021 il participe à la saison 2 de The Masked Singer UK, et termine à la 3e place. 